# Србија на Светском првенству у атлетици на отвореном 2015.
Србија је на 15. Светском првенству у атлетици на отвореном 2015. одржаном у Пекингу од 22. до 30. августа, учествовала пети пут као самостална земља, са пет атлетичара у шест  атлетских дисциплина., 
На овом првенству представници Србије су освојили једну бронзану медаљу. Овим успехом Србија је делила 32 место у укупном пласману освајача медаља. Поред медаље, оборен је и национални рекорд у скоку удаљ.
У табели успешности према броју и пласману такмичара који су учествовали у финалним такмичењима (првих 8 такмичара) Србија је са 2 учесника у финалу делила 41. место са 8 бодова, од 68 земаља које су имале представнике у финалу. На првенству је учествовало 207 земаља чланица ИААФ.
| Пл.  | Земља  | 1. место | 2. место | 3. место | 4. место | 5. место | 6. место | 7. место | 8. место | Бр. фин. | Бод. |
| ---- | ------ | -------- | -------- | -------- | -------- | -------- | -------- | -------- | -------- | -------- | ---- |
| =41. | Србија | 0        | 0        | 1        | 0        | 0        | 0        | 1        | 0        | 2        | 8    |

## Учесници
| Мушкарци: - Асмир Колашинац, АК Партизан — Бацање кугле - Милан Ристић, АК Партизан — 110м препоне | Жене: - Амела Терзић, АК Нови Пазар — 800 м, 1.500 м - Ивана Шпановић, АК Војводина — Скок удаљ - Драгана Томашевић, АК Сирмијум — Бацање диска |  |

## Освајачи медаља

### Бронза (1)
- Ивана Шпановић — Скок удаљ

## Нови националнни рекорди
| Дисциплина      | Резултат | Атлетичар/ка   |
| --------------- | -------- | -------------- |
| скок удаљ, жене | 7,01     | Ивана Шпановић |

## Резултати

### Мушкарци
| Атлетичар       | Дисциплина   | Лични рекорд | Квалификације | Квалификације | Полуфинале       | Полуфинале       | Финале           | Финале | Детаљи |
| Атлетичар       | Дисциплина   | Лични рекорд | Резултат      | Место         | Резултат         | Место            | Резултат         | Место  | Детаљи |
| --------------- | ------------ | ------------ | ------------- | ------------- | ---------------- | ---------------- | ---------------- | ------ | ------ |
| Милан Ристић    | 110м препоне | 13,50 НР     | 13,89         | 8. гр 4       | Није се пласирао | Није се пласирао | Није се пласирао | 32/42  |        |
| Асмир Колашинац | бацање кугле | 21,58        | 20,37         | 5. гр А кв    |                  |                  | 20,71            | 7/31   |        |

### Жене
| Атлетичар         | Дисциплина   | Лични рекорд | Квалификације  | Квалификације  | Полуфинале        | Полуфинале     | Финале            | Финале         | Детаљи |
| Атлетичар         | Дисциплина   | Лични рекорд | Резултат       | Место          | Резултат          | Место          | Резултат          | Место          | Детаљи |
| ----------------- | ------------ | ------------ | -------------- | -------------- | ----------------- | -------------- | ----------------- | -------------- | ------ |
| Амела Терзић      | 800 м        | 1:59,90 НР   | Није наступила | Није наступила | Није наступила    | Није наступила | Није наступила    | Није наступила |        |
| Амела Терзић      | 1.500 м      | 4:04,78 НР   | 4:06,07        | 5. гр 3 КВ     | 4:13,92           | 10. гр 2       | Није се пласирала | 15/35          |        |
| Ивана Шпановић    | скок удаљ    | 6,88 НР      | 6,91 НР        | 1. гр А КВ     |                   |                | 7,01 НР           |                |        |
| Драгана Томашевић | Бацање диска | 63,63 НР     | 58,98          | 10. гр Б       | Није се пласирала | 20/31          |                   |                |        |

Легенда: НР = национални рекорд, ЛР= лични рекорд, РС = Рекорд сезоне (најбољи резултат у сезони до почетка првенства), КВ = квалификован (испунио норму), кв = квалификовао (према резултату)